# Семейства голосеменных

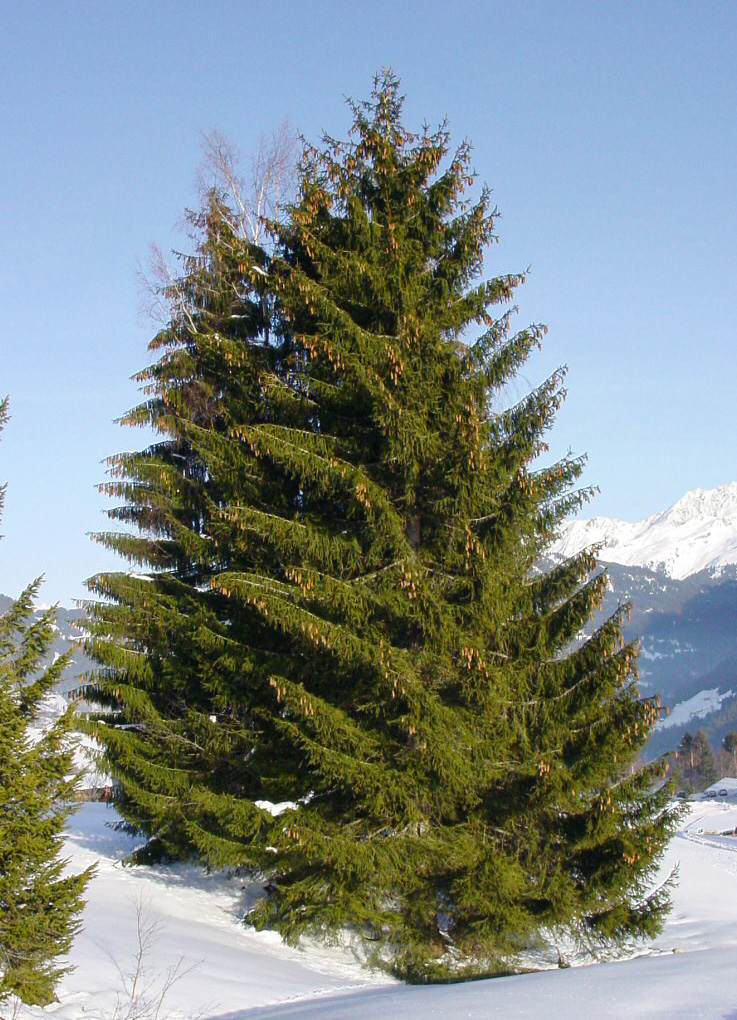
Ель обыкновенная (Picea abies) — представитель Сосновые|сосновых (Pinaceae), наиболее крупного по числу видов семейства голосеменных

Ниже приведён список действительных названий семейств голосеменных растений, включённых в базу данных The Plant List, открытую в декабре 2010 года как совместный энциклопедический интернет-проект Королевских ботанических садов Кью (Великобритания) и Ботанического сада Миссури (США).
В данном списке объединены семейства нескольких групп растений, ранее объединяемых в единый таксон Голосеменные (Gymnospermae), а сейчас обычно рассматриваемых как самостоятельные ботанические отделы:
- Гинкговидные (Ginkgophyta);
- Гнетовидные (Gnetophyta);
- Саговниковидные (Cycadophyta);
- Хвойные (Pinophyta).

## Статистика
Всего в базу данных The Plant List включено, по состоянию на 28 июля 2016 года, 4651 названий голосеменных растений в ранге вида, из которых действительными являются 1104 названий; число действительных названий родов голосеменных — 88, семейств — 12.
По числу видов наиболее крупное семейство голосеменных — Сосновые (Pinaceae): 252 вида в составе 11 родов.

## Список семейств
В первом столбце таблицы расположены в списке в алфавитном порядке 12 латинских названий семейств; после латинского названия приведена ссылка на соответствующую страницу базы данных The Plant List. Во втором столбце приведены соответствующие русские названия. В третьем — отдел, к которому относится семейство.
В четвёртом и пятом столбцах приведена информация о числе действительных родов и видов для данного семейства, в шестом указана дата получения этой информации.
Возможна прямая и обратная сортировка по всем столбцам.
| Латинское название | Русское название                  | Отдел                      | Число родов | Число видов | Дата |
| ------------------ | --------------------------------- | -------------------------- | ----------- | ----------- | ---- |
| Araucariaceae      | Араукариевые                      | Хвойные (Pinophyta)        | 4           | 39          |      |
| Cupressaceae       | Кипарисовые                       | Хвойные (Pinophyta)        | 32          | 166         |      |
| Cycadaceae         | Саговниковые, или Цикасовые       | Саговниковые (Cycadophyta) | 1           | 92          |      |
| Ephedraceae        | Эфедровые, или Хвойниковые        | Гнетовые (Gnetophyta)      | 1           | 70          |      |
| Ginkgoaceae        | Гинкговые                         | Гинкговые (Ginkgophyta)    | 1           | 1           |      |
| Gnetaceae          | Гнетовые                          | Гнетовые (Gnetophyta)      | 1           | 41          |      |
| Pinaceae           | Сосновые                          | Хвойные (Pinophyta)        | 11          | 255         |      |
| Podocarpaceae      | Подокарповые, или Ногоплодниковые | Хвойные (Pinophyta)        | 20          | 191         |      |
| Sciadopityaceae    | Сциадопитисовые                   | Хвойные (Pinophyta)        | 1           | 1           |      |
| Taxaceae           | Тисовые, или Тиссовые             | Хвойные (Pinophyta)        | 6           | 31          |      |
| Welwitschiaceae    | Вельвичиевые                      | Гнетовые (Gnetophyta)      | 1           | 1           |      |
| Zamiaceae          | Замиевые                          | Саговниковые (Cycadophyta) | 9           | 216         |      |

По сравнению с 2011 годом было добавлено одно:
- монотипное семейство Сциадопитисовые (Sciadopityaceae) с монотипным родом Сциадопитис (Sciadopitys)

и расформированы три семейства:
- роды семейства Бовениевые (Boweniaceae) переведены в семейство Замиевые (Zamiaceae)
- роды семейства Головчатотисовые (Cephalotaxaceae) переведены в семейство Тиссовые (Taxaceae)
- роды семейства Таксодиевые (Taxodiaceae) переведены в семейство Кипарисовые (Cupressaceae)